# Kostel svatého Jana Nepomuckého (Rožmitál pod Třemšínem)
Kostel svatého Jana Nepomuckého je římskokatolický filiální kostel v Rožmitále pod Třemšínem. Kostel je chráněn jako kulturní památka od roku 1958. Kvůli výhodnější poloze v centru města se zde konají mše a bohoslužby častěji než ve farním kostele Povýšení svatého Kříže ve Starém Rožmitále. Od roku 2016 je zde administrátorem P. Mgr. Petr Misař.

## Historie

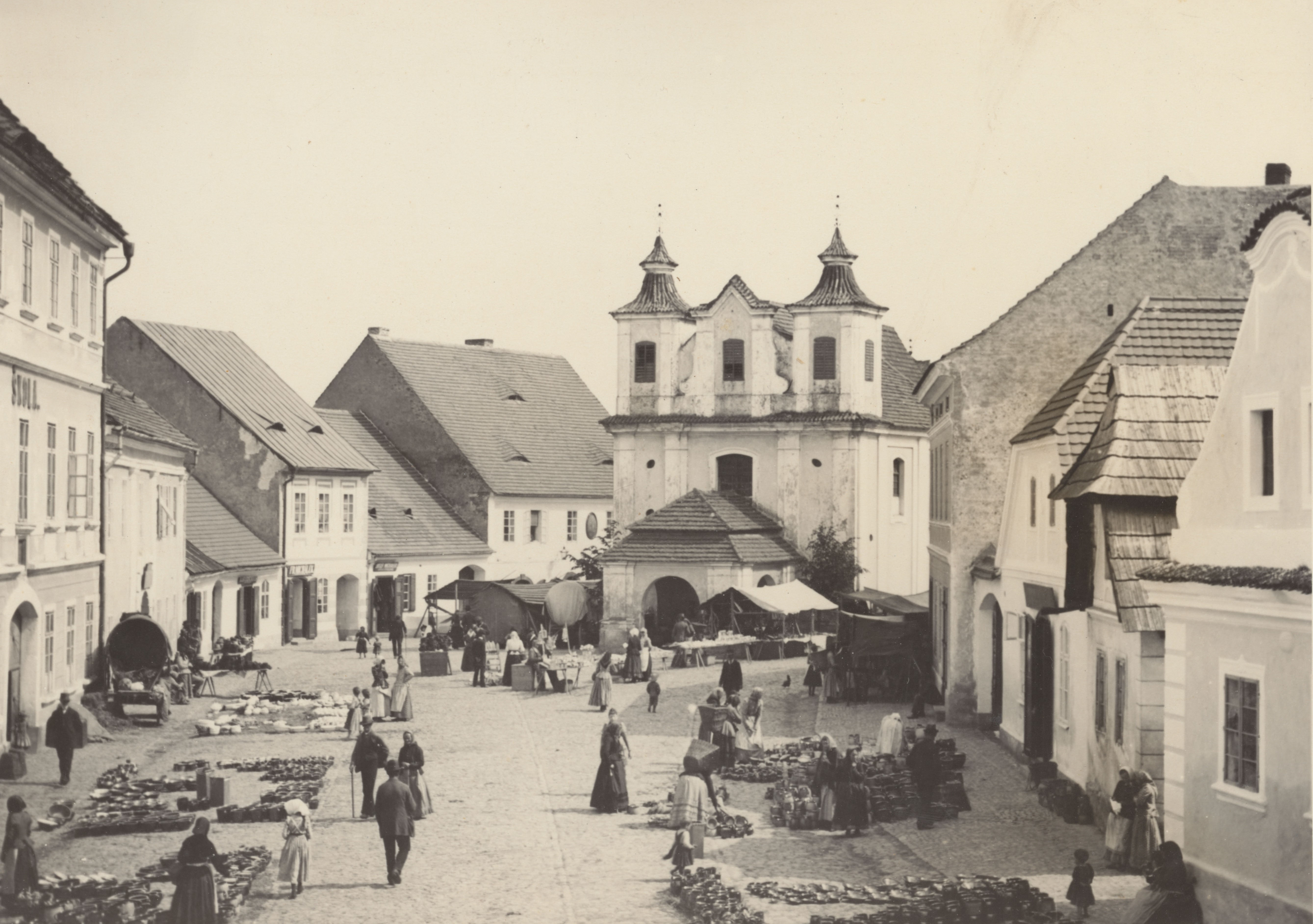
Kostel před přestavbou

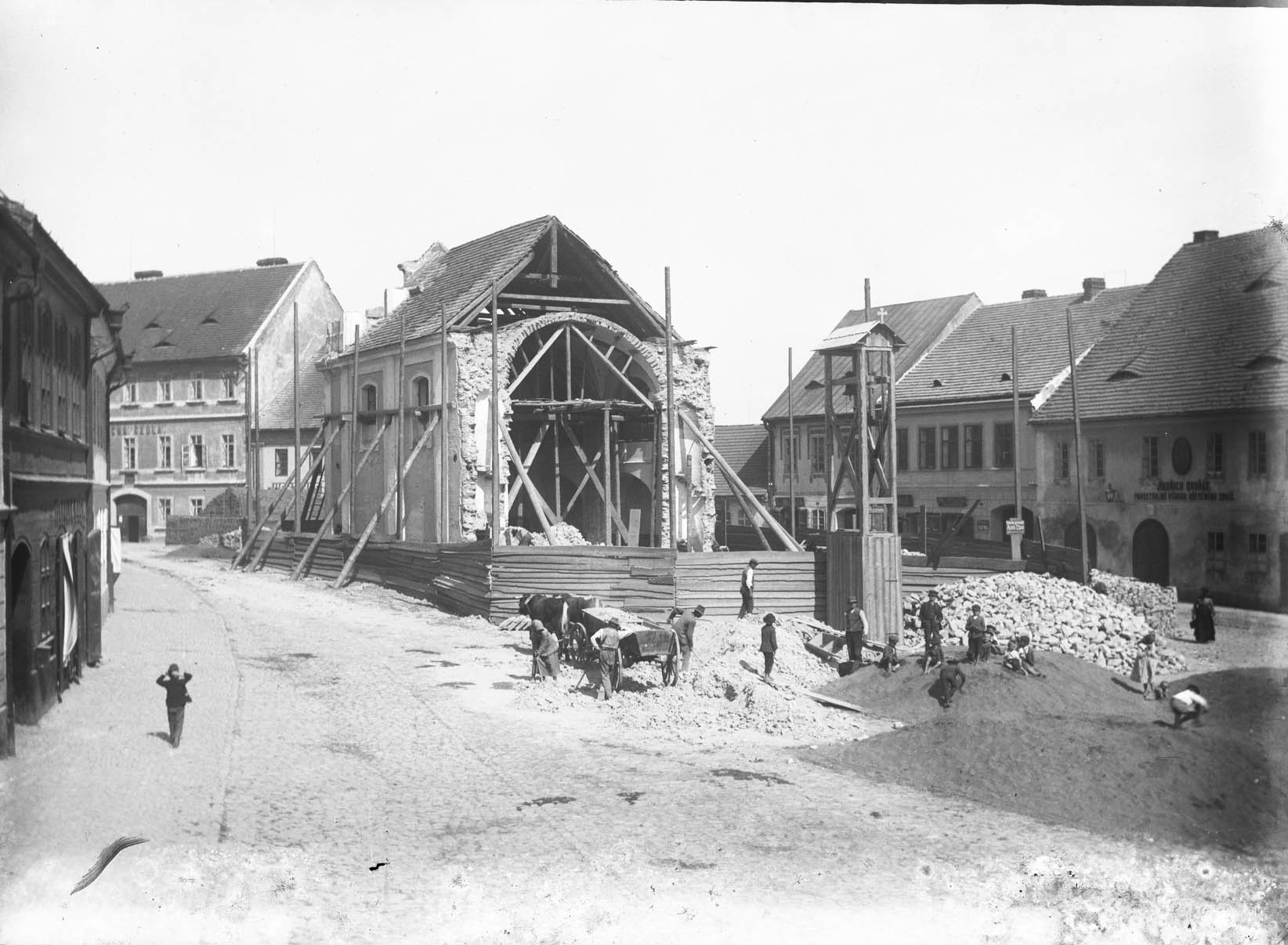
Kostel při přestavbě v roce 1904–5

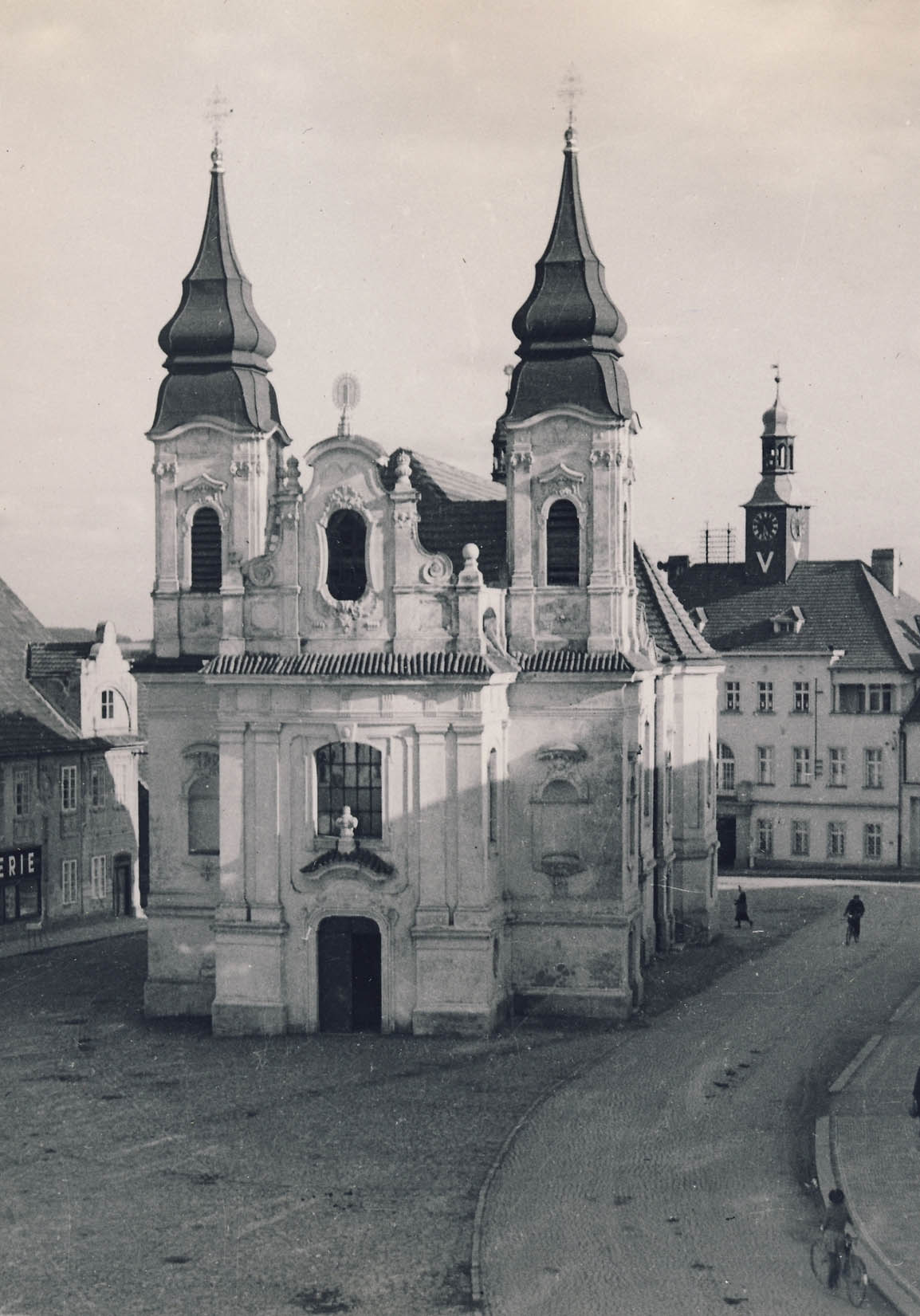
Podoba kostela po přestavbě

O původním kostele ve městě se nedochovaly žádné záznamy, až na jeden zápis v urbáři z roku 1565, podle nějž byl někdy v Rožmitále kostel, ale buď zpustl, nebo vyhořel, takže z něj zbyly pouze zdi. Nový filiální kostel svatého Jana Nepomuckého na náměstí nechal postavit arcibiskup František Ferdinand Khünburg v roce 1729 podle projektu Carla Canevala v nákladu 1594 zlatých. Když byl opravován farní kostel Povýšení svatého Kříže ve Starém Rožmitále, rožmitálští žádali arcibiskupa, aby se konaly bohoslužby zde, což jim povoleno nebylo, ale bylo dovoleno, aby se zde ve všední den konaly mše.

### Rožmitálská rebelie
V roce 1810 zemřel arcibiskup Vilém Florentin Salm-Salm, který se v Rožmitále těšil veliké oblibě. Sám arcibiskup si Rožmitálsko velmi zamiloval a rád říkal, že by si zde přál být pohřben. Zemřel v Hahnbachu v Horní Falci, tehdy patřící k Bavorskému království, a když jeho tělo vezli do Prahy, nechali ho přes noc vystavit ve zdejším kostele. Rožmitálští si vzpomněli na přání milovaného arcibiskupa být v Rožmitále pochován, a proto rozhodli mu jej splnit. Ihned se začalo s přípravami na pohřeb. Přes noc měl být pod oltářem vykopán a vyzděn hrob a bylo posláno pro 100 liber svíček do Březnice. Shromáždilo se zde mnoho lidí včetně svatohorského probošta, když přišel dopis z Prahy, že pohřeb arcibiskupa musí být podle jeho hodnosti proveden v Praze. Zároveň se dostavil biskup Rychlovský, který měl krásnou řeč, ale na konci prohlásil, že pohřeb bude konán v Praze. Navíc k rozbouření lidu přispěla mylná zpráva, že arcibiskup nechal v poslední vůli udělit Rožmitálu povolení pro zbudování sirotčince i další výhody, ale pánovitý a nenáviděný správce arcibiskupského panství, testament zatajil. Když mělo být druhý den tělo arcibiskupa naloženo na vůz, lidé se proti tomu postavili a odmítli ho vydat. Proto bylo posláno pro vojsko do Březnice. Přišlo třicet mužů, ale lid se nezalekl, proto bylo posláno pro další dvě kompanie, kterým se již podařilo získat tělo nebožtíka zpátky. Trestu 20 ran holí na lavici na zámeckém nádvoří opět neušli hlavní viníci a deset ran bylo vyměřeno i ženám, které byly nakonec ušetřeny. Nejtěžší trest stihl rychtáře Václava Stránského, který byl zbaven funkce a společně s hajným Kottem a sklenářem Soukupem byl odvezen do Prahy, kde strávili několik měsíců ve vazbě.

### Přestavba kostela
Kostel byl v letech 1904–1905 radikálně přestavěn. Podnět k přestavbě dal arcibiskup Lev Skrbenský z Hříště a plány vypracoval architekt Josef Fanta. Přestavbu provedl stavitel Al. Eška z Příbrami. Byl odstraněn malý přístavek u hlavního vchodu (tzv. kobka), loď a presbyterium. Věže byly zvětšeny. Ze starého kostela zůstal kůr, vedlejší oltář Panny Marie a kazatelna. Nově byl přidán hlavní oltář s obrazem sv. Jana Nepomuckého, vedlejší oltář sv. Václava s jeho obrazem a sochy svatých Stanislava, Aloisia a Antonína. Byly přidány také nové varhany na kůr, kde byla ponechána deska osazená roku 1852 s výrokem Jakuba Jana Ryby: Abys byl lepším, pozoruj denně tvé činy a zkoumej je!

### Rekvírování zvonů
V roce 1916 byly 4. října zrekvírovány k válečným účelům tři zvony: zvon svatého Jana Nepomuckého z roku 1730, zvon svatého Václava z roku 1827 a zvonek v sanktusové věžičce. Ponechán byl jen zvonek umíráček svaté Barbory z roku 1730. Po válce byly 1. července 1923 zavěšeny nové zvony: svatého Václava s nápisem: Na památku padlých vojínů 1914–18 věnovalo občanstvo města Rožmitála; svaté Anny, který věnovala rodina Vočkova; svatého Jana Nepomuckého s nápisem: Přispěním rodáků rožmitálských usedlých v Americe 1923. Sanktusový zvonek, který daroval L. M. Vočka, byl na vížku zavěšen v roce 1924.